# Карлскрон
Карлскрон (њем. Karlskron) општина је у њемачкој савезној држави Баварска. Једно је од 18 општинских средишта округа Нојбург-Шробенхаузен. Према процјени из 2010. у општини је живјело 4.743 становника. Посједује регионалну шифру (AGS) 9185140.

## Географски и демографски подаци
Карлскрон се налази у савезној држави Баварска у округу Нојбург-Шробенхаузен. Општина се налази на надморској висини од 370 метара. Површина општине износи 38,5 km². У самом мјесту је, према процјени из 2010. године, живјело 4.743 становника. Просјечна густина становништва износи 123 становника/km².